# Anomala colma
Anomala colma är en skalbaggsart som beskrevs av Ohaus 1924. Anomala colma ingår i släktet Anomala och familjen Rutelidae. Inga underarter finns listade i Catalogue of Life.